# Oymaağaç, Beypazarı
Oymaağaç là một xã thuộc huyện Beypazarı, tỉnh Ankara, Thổ Nhĩ Kỳ. Dân số thời điểm năm 2011 là 321 người.